# Zwarte Soldaten
Zwarte Soldaten, Nederlanders in de Waffen-SS is een Nederlandse documentaire van Joost Seelen.
In de documentaire komen zes Nederlanders die in de Tweede Wereldoorlog dienst namen in de Nederlandse SS en Waffen-SS aan het woord. Ze praten over hun ervaringen bij de SS en sommigen over hun tijd aan het Oostfront. Aan de documentaire werd sinds 2009 gewerkt en werd op 2 mei 2011 voor het eerst op televisie uitgezonden door de NCRV op Nederland 2. De documentaire kreeg in 2011 een Gouden Kalf voor Beste Korte Documentaire.

## Geportretteerden
- Jan Beijering (1922 - 2012)
- Klaas Overmars (1921 - 2010)
- Cornelis Gravestein (1921 - 2009)
- Theo Zeestraten (1924 - 2016)
- Willem Beekmans (1925 -
- Kris Sol (1925 -